# Черче (Камінь-Каширський район)
Че́рче — село в Україні, у Камінь-Каширській громаді Камінь-Каширського району Волинської області. Поштовий індекс — 44510
Налічується близько 1200 жилих будинків.
Голова сільської ради — Соколов Юрій Анатолійович.

## Історія
Село Черче, за легендою, утворилося довкола монастиря, який існував тут колись давно. Кажуть, що монахи з Мілецького монастиря припливли сюди по Турії човнами й улаштували собі келії на її берегах. На їхню честь село й назвали Чернче, згодом назва спростилася й трансформувалась у Черче. Неподалік розташувалося невелике село Острівок, давніша назва якого — Островки — розповідає про те, що перші садиби будували тут на підвищених острівках, серед боліт.

## Економіка
Розвивається сільське господарство (посідає провідні позиції в районі по вирощуванню картоплі та моркви), деревообробка.

## Освіта
Працює одна загальноосвітня школа I—III ступеня.

## Постаті
- Гурич Олександр Васильович (1984-2024)   – солдат Збройних Сил України, учасник російсько-української війни. Життя обірвалося 4 травня 2024 року внаслідок отриманого поранення під час виконання бойового завдання.

## Населення
Згідно з переписом УРСР 1989 року чисельність наявного населення села становила 1729 осіб, з яких 832 чоловіки та 897 жінок.
За переписом населення України 2001 року в селі мешкали 1703 особи.

### Мова
Розподіл населення за рідною мовою за даними перепису 2001 року:
| Мова       | Відсоток |
| ---------- | -------- |
| українська | 99,82 %  |
| російська  | 0,18 %   |

## Пам'ятки
- Поруч з селом розташований гідрологічний заказник місцевого значення Турський.

## Цікаві факти
- У селі є великодня традиція, що у п'ятницю паску печуть «чорну», тобто з житнього борошна. А у суботу з пшеничного борошна «білу» паску, яку освячують в церкві.[4]